# Black Throat
Black Throat ist ein amerikanischer Pornofilm des Regisseurs Gregory Dark aus dem Jahr 1985. Der Film wurde 1986 bei den XRCO Awards als „Best Video“ ausgezeichnet. Er wird als Hardcore-Pop-Trash-Streifen aus den 1980er Jahren bezeichnet und beinhaltet Interracial- und Anal-Szenen.

## Handlung
Der Film beginnt mit einer Szene, in der Roscoe im Müll nach Essbarem sucht. Er spricht mit seinem Freund Mr. Bob, einer Figur, die eine Ratte darstellt. Er findet eine Karte, die Tony verwirrt, da er nicht weiß, was Fellatio ist. Die Ratte ruft nach Debbie, um es ihm zu zeigen. Dies ist die Szene, in der normalerweise Traci Lords hereinkam. Stattdessen beginnt in der Neufassung des Films die Suche nach Madame Mambo mit der Hilfe des Zuhälters Jamal, der denkt, dass diese Roscoe helfen kann.  Auf ihrer Suche besuchen sie verschiedene Orte und beobachten Menschen beim Geschlechtsverkehr, die nicht immer hilfreich sind. In der ersten Sexszene ist dann Kevin James mit den beiden Darstellerinnen Purple Passion und Lady Stephanie zu sehen. Danach folgt eine Szene mit Erica Boyer, Marc Wallice und Steve Powers. Nachdem sie die Domina Christy Canyon bei einer intensiven Sexszene mit dem Sklaven Peter North beobachtet haben, gelingt es ihnen schließlich, Madame Mambo zu finden, die in drei Szenen mit mehreren Personen Geschlechtsverkehr vollzieht. 

## Auszeichnungen
- 1986: XRCO Award – Best Video
- 2005: XRCO Award Hall of Fame

## Wissenswertes
- Traci Lords hatte zwei Szenen im Film, die allerdings nachträglich entfernt wurden, als sich herausstellte, dass sie zum Zeitpunkt des Drehs erst 16 Jahre alt und damit noch minderjährig war. Obwohl ihre Szenen entfernt wurden, wurde ihr Name in der Titelmelodie zu Beginn und Ende des Films beibehalten.